# 導熱膏

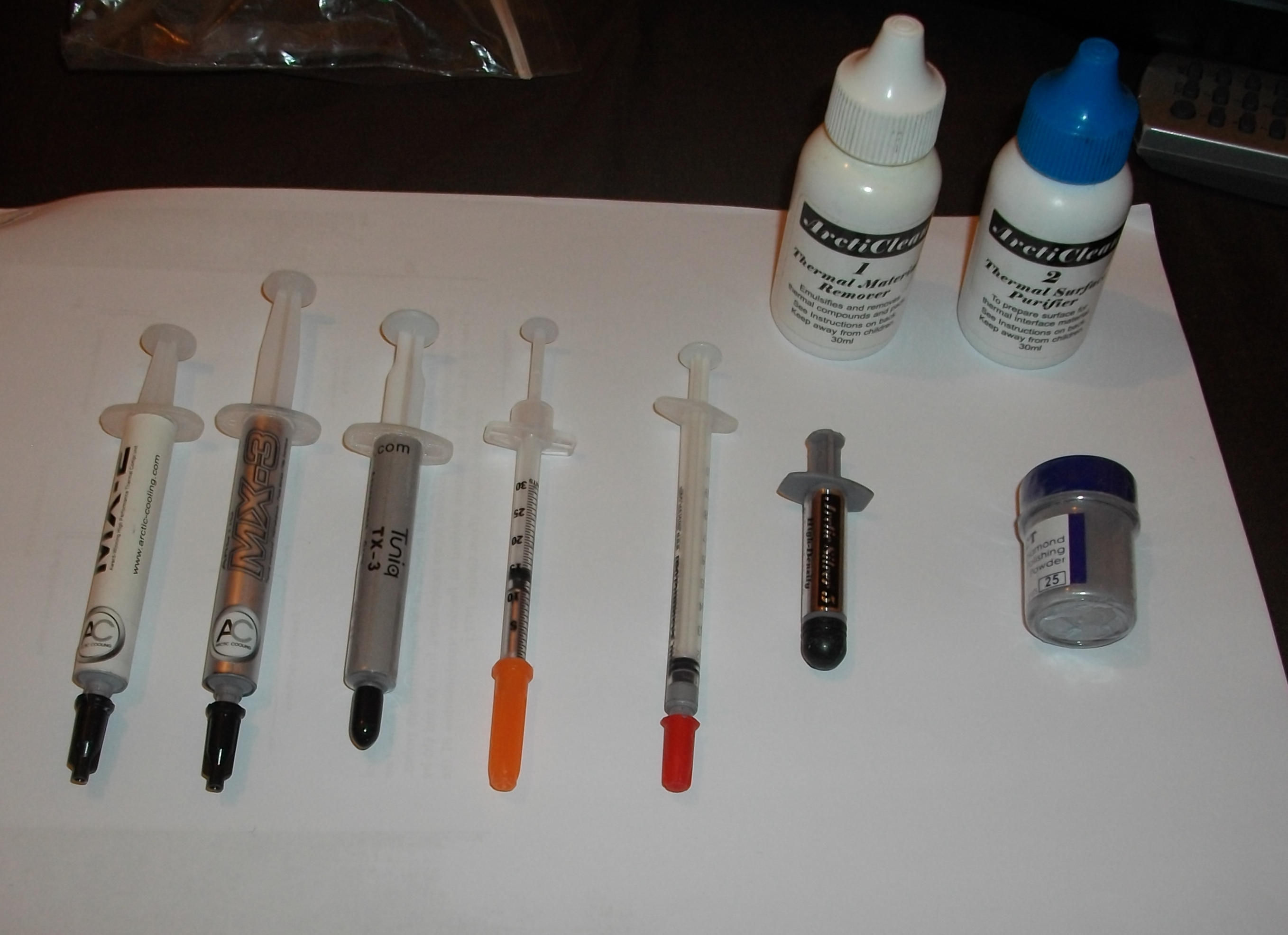
從左到右：Arctic公司的MX-2及MX-3、Tuniq TX-3、Cool Laboratory Liquid Metal Pro(Liquid Metal based)、Shin-Etsu MicroSi G751、Arctic Silver 5、粉末狀鑽石。後方的是Arctic Silver的導熱膏移除劑

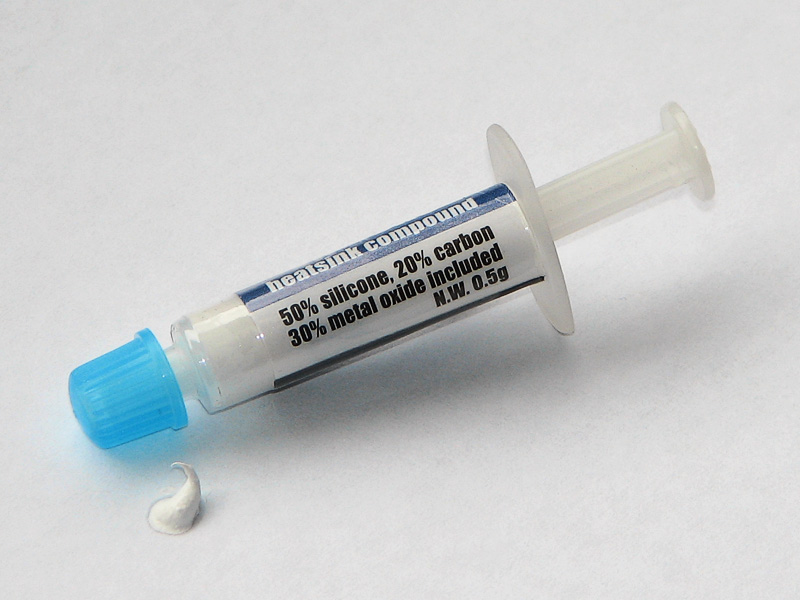
有機矽導熱膏

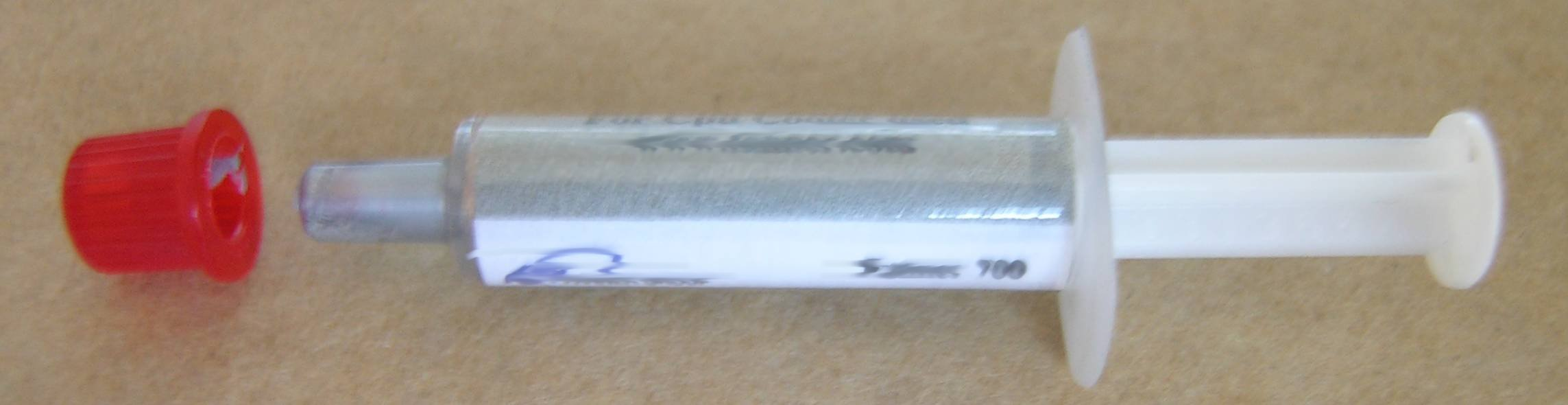
金屬（銀）的導熱膏

導熱膏（英語：Thermal grease），是一種導熱性良好（但多半不導電）的膏狀物質，属于一種熱介面材料。主要用在散热器和熱源（例如芯片、电感）的界面上。导热膏的主要作用是填充界面部位的孔隙，取代低导热率的空气，减少热阻，增强导热。导热膏其热导率通常为3~8W/(m·K)，市售产品宣传数值有较多虚标。
導熱膏和導熱膠不同，导热膏具有较低黏性，無法將散热器和熱源有效固定，因此需要有其他機械式的固定機構（例如螺絲），並且在界面部份施加壓力，讓導熱膏充分填充在熱源無法直接接觸散熱器的部位。
在中華人民共和國，人们因大多导热膏含有硅，故常称之为脂。又因導熱膏幾乎只與散熱器一同使用所以也常称为散熱膏，但是导热膏不能使被散熱物降溫，只有导热功能。所以脂、散热膏的叫法存在歧义，叫做导热膏更为正确。

## 主要成份
導熱膏會包括聚合物的液態基質，以及大量不導電但是導熱的填料（filler）。典型的基質材料有矽氧樹脂、聚氨酯、丙烯酸酯聚合物、壓感類粘著劑等。填料有金刚石粉末、氧化铝、氮化硼及氧化鋅，氮化鋁也越來越多用在填料上。填料的质量分数一般为70–80%。含金属单质（主要为银）的导热膏会导电，若溢出到电路上，会导致电路短路。

## 填料特性
| 成份     | 熱導率（300 K時） (W m−1 K−1) | 電阻率（300 K） (Ω cm) | 熱膨脹係數 (10−6 K−1) | 參考資料 |
| -------- | ----------------------------- | ---------------------- | --------------------- | -------- |
| 钻石     | 20 ‒ 2000                     | 1016 ‒ 1020            | 0.8 (15 – 150 °C)     | [ 1 ]    |
| 銀       | 418                           |                        | 1.465 (0 °C)          | [ 2 ]    |
| 氮化鋁   | 100 ‒ 170                     | > 1011                 | 3.5 (300 – 600 K)     | [ 3 ]    |
| β-氮化硼 | 100                           | > 1010                 | 4.9                   | [ 3 ]    |
| 氧化鋅   | 25.2                          |                        |                       | [ 4 ]    |

## 外部連結
- Barros, Daniel. . 2006-01-12  [2016-08-24]. （原始内容存档于2017-02-02）.